# Erin Burnett
Erin Isabelle Burnett (Mardela Springs, 2. srpnja 1976.) američka televizijska voditeljica. Popularnost je stekla na TV-mreži CNN kao voditeljica emisije "Erin Burnett OutFront" koja se emitira od 2011.godine.

## Vanjske poveznice
- Erin Burnett u internetskoj bazi filmova IMDb-u